# 拉塞尔朗格
拉塞尔朗格（法語：La Cerlangue，法語發音：[la sɛʁlɑ̃ɡ]）是法国滨海塞纳省的一个市镇，属于勒阿弗尔区。

## 地理
拉塞尔朗格（49°30'24"N, 0°24'50"E）面积27.93 平方千米，位于法国诺曼底大区滨海塞纳省，该省份为法国北部沿海省份，其西部及北部濒大西洋英吉利海峡，东起顺时针与索姆省、瓦兹省、厄尔省和卡爾瓦多斯省接壤。
与拉塞尔朗格接壤的市镇（或旧市镇、城区）包括：马赖韦尼耶、圣桑松德拉罗克、梅拉马尔、拉勒米埃、圣尼古拉德拉塔耶、圣维戈尔迪蒙维尔、圣樊尚-克拉梅尼勒、唐卡维尔。

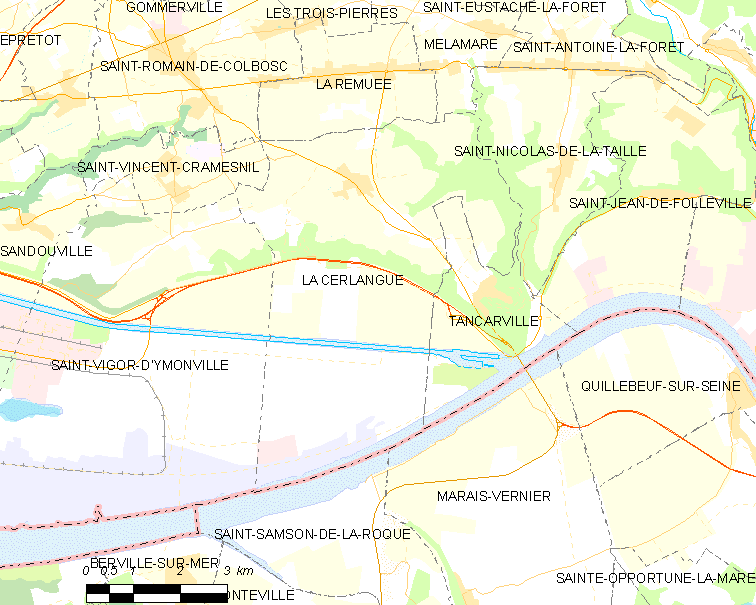
拉塞尔朗格的OSM定位图

拉塞尔朗格的时区为UTC+01:00、UTC+02:00（夏令时）。

## 行政
拉塞尔朗格的邮政编码为76430，INSEE市镇编码为76169。

## 政治
拉塞尔朗格所属的省级选区为圣罗曼-德科尔博斯克县。

## 人口

1962-2008年间拉塞尔朗格人口变化图示

拉塞尔朗格于2022年1月1日时的人口数量为1297人。